# 恩斯特·海因里希·韋伯
恩斯特·海因里希·韋伯（德語：Ernst Heinrich Weber，1795年6月24日—1878年1月26日）是一位德國醫生，被認為是實驗心理學的創始人之一。他是生理學和心理學領域的一位有影響力的重要人物。 他對感覺和觸覺的研究，以及他對良好實驗技術的強調，為未來的心理學家、生理學家和解剖學家開闢了新的研究方向和領域。
恩斯特韋伯出生於學術背景，他的父親在威登堡大學擔任教授。韋伯成為一名醫生，專攻解剖學和生理學。他的兩個弟弟威廉和愛德華在學術界也很有影響力，他們都是科學家，一個專攻物理學，另一個專攻解剖學。 恩斯特成為萊比錫大學的講師和教授，並一直待到退休。

## 早年生活
恩斯特·海因里希·韋伯於1795年 6月24日出生於神聖羅馬帝國薩克森的威登堡。他的父親是威登堡大學神學教授米夏埃尔·韦伯。在年輕的時候，韋伯在受到聲學之父恩斯特·克拉德尼的影響後，對物理學和科學產生了興趣。韋伯在邁森完成了中學學業，並於 1811 年開始在威登堡大學學習醫學。他於1815年從萊比錫大學獲得醫學士學位。拿破崙戰爭的衝突和後果迫使韋伯從威登堡搬遷。1817年，他成為萊比錫 J.C. Clarus診所的助理，然後於 1818 年成為萊比錫大學的比較解剖學教授。1821 年，他成為該大學人體解剖學系主任。韋伯對心理學的第一個直接貢獻是在 1834 年，當時他試圖描述觸覺。

## 貢獻

### 最小可覺差
韋伯對最小可覺差的描述如下：
- “在觀察被比較事物之間的差異時，我們感知的不是事物之間的差異，而是這種差異與被比較事物的大小之比。”[3]

換句話說，我們只能夠區分項目之間的相對差異，而不是絕對差異。或是我們可以區分一些恆定的比率，而不是一些恆定的差異。韋伯對最小可覺差的第一項工作與權重差異有關，因為最小可覺差是“區分它們所需的兩個權重之間的最小差異量”。從此實驗，韋伯發現權重之間最好的比例是當它們相差 8-10% 時。 例如，如果拿著一個100公克的磚塊，則第二個磚塊的重量至少需要108公克才能被察覺出差異。韋伯還認為會有一個常數比率適用於所有感覺上，但實際上每個感官的最小可覺差都不同。在比較線長的差異時，必須至少有0.01的差異才能區分兩者。在比較音樂音高時，每秒必須至少有 0.006 次振動差異，才能夠區分兩者。因此，對於每一種感覺，都需要增加一些新的測量才能分辨出差異。

### 韋伯定理
韋伯定理確立了感官事件的相對變化可以被數學轉換成可測量的物理刺激值，以下是韋伯定裡的描述。
ΔR/R = k           
ΔR: amount of stimulation that needs to be added to produce a jnd
R: amount of existing stimulation
K: constant (different for each sense)
當刺激接近感覺模式的極大值或極小值時，韋伯定律是無效的。古斯塔夫·費希納從韋伯定律中汲取靈感，發展出我們今天所知的韋伯-費希納定理。費希納定理變化多端，與韋伯定理不同，且更為先進之處在於，費希納開發了新方法來測量不同感官中的差異，從而使測量結果更加準確。

### 實驗心理學
在他職業生涯的大部分時間裡，韋伯與他的兄弟威廉和愛德華以及合夥人費希納一起工作。在這些工作中，韋伯完成了對中樞神經系統、聽覺系統、大腦的解剖和功能、循環等方面的研究，以及大部分的感覺生理學和心理學研究。
以下項目是韋伯對實驗心理學的貢獻的一部分:

#### 實驗波理論
韋伯研究了波在液體和彈性管中的流動和運動。

#### 流體力學
韋伯發現了流體的力學原理並將其應用於血液循環上。1821 年，韋伯與他的弟弟威廉發起了一系列關於流體物理學的實驗。這項研究首次詳細說明了血液循環中的流體動力學原理。韋伯繼續他對血液的研究，並在 1827 年取得了另一項重要發現。 韋伯解釋了在主動脈中血液連續流向毛細血管和小動脈時血管的彈性。

#### 兩點閾值技術
這種技術有助於使用指針技術繪製身體的敏感性和觸覺敏銳度。指針的兩個點將設置在不同的距離處，以便查看一個人確定是兩點而不是一點的兩點之間的最小距離為多少。韋伯還撰寫並測試了關於感覺的其他想法，包括終端閾值，這是一個人在感覺不再被檢測到之前可以感覺到的最高強度。

#### 韋伯錯覺
韋伯錯覺是“當刺激移動到不敏感區域時兩點發散和移動到敏感區域時兩點會聚的體驗”。 韋伯使用多種類型的實驗、精確測量以及對感覺心理學和感覺生理學的研究為實驗心理學奠定了基礎，並為 19 世紀的心理學家提供了新的擴展思路。

## 後續生涯
1817 年，韋伯被任命為萊比錫的心理學講座教授。次年（1818 年），他成為解剖學教授。他擔任了多年的職位，最後在晚年轉為心理學教授。在晚年，韋伯不再參與測試和實驗，儘管他仍然對感覺生理學感興趣。韋伯於 1871 年從萊比錫大學退休。他繼續與他的兄弟愛德華一起工作，他們在神經刺激和肌肉抑制方面的工作導致抑制反應成為當時流行的療法。恩斯特·韋伯於 1878 年在德國萊比錫去世。

## 作品
在 De Tactu（英文版為 On touch: anatomical and physical notes）中，韋伯提出，每個人都有一個感覺閾值。 兩點閾值，即一個人確定是兩點而不是一點的兩點之間的最小距離，是韋伯的第一個發現。韋伯的工作對實驗心理學領域產生了重大影響，因為他是最早在人類身上測試他的想法的科學家之一。愛德華·鐵欽納在他的著作 Der tastsinn und das gemeingefühl（英文："The sense of touch and the common sensibility"）中描述的對測試對象的細緻筆記和新想法使 E. B. Titchener 稱這部作品為“實驗心理學的基石”。
描述血液循環研究的書 Wellenlehre, auf Experimenten gegrϋndet（英文：“Wave Theory，Foundation on Experiments”）被認為對物理學和生理學非常重要。這項研究為未來的調查開闢了道路，儘管它直到 1850 年才正式出版，他的其餘與血液相關的研究皆記述在 Ueber die Anwendung der Wellenlehre auf die Lehre vom Kreislauf des Blutes und insbesondere auf die Pulslehre （英文："Concerning the application of the wave theory to the theory of the circulation of the blood and, in particular, on the pulse teaching"）中。
- Anatomia comparata nervi sympathici (1817)
- De aure et auditu hominis et animalium (1820)
- Tractatus de motu iridis (1821)
- Wellenlehre auf Experimente gegründet (1825)

和兄弟威廉·愛德華·韋伯與愛德華·韋伯的共同研究:
- Zusätze zur Lehre vom Bau und von der Verrichtung der Geschlechtsorgane (1846)
- Die Lehre vom Tastsinn und Gemeingefühl (1851)
- Annotationes anatomicae et physiologicae (1851)

## 影響
韋伯經常被稱為實驗心理學的先驅或實驗心理學之父。他是第一個進行真正有效的心理學實驗的人。雖然當時的大多數心理學家都在辦公桌後進行工作，但韋伯正在積極進行實驗，一次只處理一個變量以獲得更準確的結果。這為心理學領域作為一門實驗科學鋪平了道路，並發展了更加準確和深入的研究方法。韋伯最大的影響之一是對古斯塔夫·費希納的影響。 韋伯在費希納入學的同一年被任命為萊比錫大學的心理學博士。韋伯的工作激發了費希納進一步開展工作並繼續發展韋伯定律。 在他的感覺工作期間，韋伯還沒有完全意識到他的實驗對理解感覺刺激和反應的影響。

## 延伸閱讀
- Weberian apparatus（英语：Weberian apparatus）
- 韋伯測試（英语：Weber test）

## 外部連結
- 维基共享资源上的相關多媒體資源：恩斯特·海因里希·韋伯